# Тед Левин
Френк Тиодор Левин (енгл. Frank Theodore Levine; Белер, Охајо, 29. мај 1957) амерички је филмски, позоришни и телевизијски глумац. У великој мери због свог изгледа, обично игра негативне споредне улоге. Познат по својим радовима у филмовима и серијама Кад јагањци утихну (1991), Не можеш побећи (1994), Врелина (1995), Метак (1996), ТВ серији Детектив Манк. Остале запажене улоге укључују Паклене улице (2001), Мемоари једне гејше (2005), Амерички гангстер (2007), Кукавичко убиство Џесија Џејмса од стране Роберта Форда (2007), Затворено острво (2010) и Свет из доба јуре: Уништено краљевство (2018) међу многим.